# 다쓰키 료
다쓰키 료(일본어: 竜樹 諒, 1954년 12월 2일~)는 일본의 여성 만화가이다.

## 생애
1954년 12월 2일 일본 가나가와현에서 태어났다.
고등학교 시절, 17세에 교통사고를 당한 것을 계기로, 졸업 후에는 ‘집에서 할 수 있고, 살아온 흔적을 남길 수 있으며, 얼굴을 드러내지 않아도 되는 일’을 찾다가 만화가를 꿈꾸게 되었다. 이후 출판사에 원고를 들고 찾아가거나 다른 만화가의 어시스턴트로 활동하며 작품을 계속 그려나갔다. 당초에는 하쿠센샤의 《하나토유메》에서 상을 받을 예정이었으나, 아키타쇼텐의 편집자로부터 스카우트를 받아, 1975년 6월 6일 발매된 《월간 프린세스 7월호》에 실린 단편 《고 히로미 이야기》를 통해, 만 20세의 나이로 데뷔하게 되었다. 이후 《인형 이야기》를 비롯해 다수의 작품을 발표했다.
만화를 만들기 위해 메모하던 아이디어 노트를 점차 확대해 나가던 중, 1978년부터는 잠자는 동안 꾼 꿈의 내용을 기록하기 시작했다. 1985년부터는 ‘꿈의 기록’이라는 제목으로, 그림과 글을 함께 담은 꿈 일기를 노트에 쓰기 시작했다. 이 꿈 일기가 훗날 ‘예언 만화’로 이어지는 계기가 되었다.
1982년에는 공식 팬클럽이 발족되었고, 팬클럽 회지인 《크래시》도 창간되었다.
청년 잡지 등에서는 후리가나(루비)가 표기되지 않는 경우가 많았기 때문에, 1990년 무렵부터는 다츠키 료라는 필명을 자주 사용하게 되었다.
1998년 9월 작품 《하얀 손》을 발표한 뒤 휴식을 위해 활동을 중단했고, 이듬해인 1999년에 44세의 나이로 만화가 활동을 잠정적으로 접었다.
그 뒤 《내가 본 미래》라는 단행본이 세간에서 주목을 받기 전인 2011년부터 ‘다츠키 료’를 사칭한 인물이 SNS 등에 등장하기 시작했다. 특히 2020년경부터는 ‘후시기 탐정사’라는 웹사이트에 매우 악의적인 사칭 인물이 나타났다. 이 인물은 출판사에도 접근해, 2021년 3월 26일 발매된 주간지 《FRIDAY 4월 9일호》에 “동일본 대지진을 정확히 예언한 ‘예언 만화’의 다음 X데이”, “《내가 본 미래》의 작가가 긴급 경고! 전설의 예언 만화에 담긴 충격의 미래”라는 제목의 인터뷰 기사를 실었다. 같은 해 6월 9일 발매된 월간지 《무우 7월호》에도 “만화가 ‘다츠키 료’가 후지산 분화를 경고!!”라는 기사가 실리는 사태로 번졌다.
이 사칭 인물은 아스카신샤를 통해 《내가 본 미래》 복각판을 출간하려는 움직임도 보였다. 이 무렵, 다츠키 료 본인에게 조카로부터 “지금 매스컴에서 화제가 되고 있다”는 연락이 왔고, 이를 계기로 즉시 아스카신샤에 연락을 취해 사칭 인물이 추진하던 복각판 발행을 중단시켰다. 이후 복각 계획은 일단 백지화되었고, 본인의 동의를 받아 예언 해설 등을 추가한 『내가 본 미래 완전판』이 같은 해 10월에 출간되었다.
2022년 3월 67세의 나이로 새로운 만화 단행본을 출간하며 작가 활동을 재개했다. 이 책에는 절판되었던 과거 작품들과 함께 신작 만화도 실려 있다.

## 《내가 본 미래》
1999년 7월 만화가 타츠키 료는 ‘타츠키 료’라는 필명으로 작품집 《내가 본 미래》를 출간하였다. 본 단행본에는 1994년부터 1998년 사이, 잡지 《정말 있었던 무서운 이야기》와 《공포체험》에 수록되었던 만화 작품들이 수합되어 있다.
타츠키는 《내가 본 미래》가 출간된 해에 만화가로서의 활동을 중단하였으나, 해당 서적의 표지에 기재된 “대재해는 2011년 3월”이라는 문구가 뒤늦게 주목을 받게 되었다. 2011년 3월 11일 동일본 대지진이 발생하자 이 책이 대지진을 예견한 것이라는 소문이 퍼지며 대중의 관심이 급속히 확산되었다. 그러나 실제로 이 문구는 책 표지에 삽입된 ‘꿈일기’ 가운데 하나에서 발췌된 것으로, 본문 만화 내용에는 포함되어 있지 않다. 그 외의 예언에 해당하는 내용들 또한 명확히 현실과 부합한 사례는 확인되지 않는다.
이후 해당 도서는 절판되어 구하기 어려운 상태가 되었으며, 중고서점 등에서는 10만 엔 이상, 최고 50만 엔에 이르는 고가에 거래되기도 하였다. 이 과정에서 ‘타츠키 료’의 이름을 도용한 위조 계정이 독자적인 예언을 퍼뜨리며 열풍을 부추긴 사례도 있었고, 이에 따라 많은 독자들의 요청이 이어진 결과, 2021년 10월 수정·보완된 《내가 본 미래 완전판》이 새롭게 출간되었다.
완전판에는 “2011년 3월의 대재해”라는 문구에 대해, 마감 당일 꾼 꿈에서 강한 인상을 받은 날짜였기에 기재하게 되었다는 설명이 첨부되어 있다. 또한, 타츠키가 수십 년간 기록해 온 꿈일기에 기반한 내용이라는 점도 상세히 소개되었으며, 2022년에는 이를 해설하는 신규 만화도 별도로 출간되었다.
그중에서도 특히 주목을 받은 것은 “2025년 7월경에 대재난이 발생한다”는 내용의 꿈이다. 타츠키는 한 꿈에서 해저가 갑자기 융기하는 장면을 목격하였으며, 그로 인해 일본과 필리핀 사이의 바다에서 거대한 쓰나미가 발생하여 일본, 필리핀, 대만 등지로 밀려드는 모습을 보았다고 진술하였다. 그는 2021년의 한 인터뷰에서 “과거에 그렸던 여름철 쓰나미 꿈은, 실제로는 동일본 대지진이 아니라 2025년에 일어날 재해를 뜻하는 것이었을 수도 있다”고 언급하기도 하였으며, 이는 꿈속 인물들이 여름옷을 입고 있었던 점을 근거로 제시하였다.
이 꿈과 관련하여 ‘2025년 7월 5일’이라는 날짜가 명시되어 있으나, 실제로는 꿈을 꾼 날짜가 ‘2021년 7월 5일 오전 4시 18분’으로 기록되어 있어, 양자의 혼동 가능성이 지적되기도 하였다.
《내가 본 미래 완전판》은 출간 직후 큰 화제를 모으며 한 달 반 만에 40만 부가 판매되었고, 2022년 상반기 베스트셀러 종합 6위에 오르며 누적 판매량 56만 부를 돌파하였다. NHK를 비롯한 주요 방송 매체에서도 여러 차례 소개되며 사회적 반향을 불러일으켰다.
2025년이 도래하여 ‘예언된 시기’가 임박함에 따라 본서는 다시금 주목받게 되었으며, 5월 23일 출판사인 아스카신샤는 본 도서의 국내 누적 발행 부수가 전자책을 포함하여 100만 부를 돌파하였다고 발표하였다.
그러나 이와 같은 예언에 대해서는 비판적인 시각도 적지 않다. 홍콩에서는 한 인플루언서가 본서의 번역본을 소개한 이후 “2025년 7월, 일본에서 대지진이 발생할 것”이라는 소문이 확산되었고, 그 여파로 일본 여행을 취소하거나 일본행 항공편이 감편되는 사태까지 벌어졌다. 대만에서도 유사한 소문이 온라인을 통해 퍼지며 우려가 확산된 바 있다.
이에 대해 일본 기상청장인 노무라 류이치는 2025년 6월 정례 기자회견에서 “현대의 과학 기술로는 특정한 날짜와 장소에서 발생할 지진을 예측하는 것은 불가능하다”며, 과도한 불안은 가질 필요가 없다는 입장을 표명하였다. 출판사 및 작가인 타츠키 또한 “당사가 출간한 《내가 본 미래》는 저자가 꾼 예지몽에 기초한 내용일 뿐, 독자에게 불안감을 조장하는 것을 목적으로 한 것이 아니다”라고 설명하였으며, 타츠키 본인 역시 “예언에 지나치게 휘둘리지 말고 전문가의 견해를 참고하여 적절히 판단하는 것이 중요하다”는 의견을 밝혔다.
아울러, 타츠키는 2025년 6월에 출간한 자서전 《천사의 유언》을 통해 “2025년 7월 5일이라고 명기한 것은 급박한 집필 일정 속에서 그렇게 기재된 것이며, 꿈을 꾼 날이 실제로 사건이 발생하는 날이라는 의미는 아니다”라고 해명하였다.
한편, 이러한 예언을 모티프로 제작된 도시전설 공포 영화 《2025년 7월 5일 오전 4시 18분》이 2025년 6월 말에 개봉되었으나, 타츠키 및 출판사 측은 해당 작품의 제작에 일체 관여하지 않았음을 밝혔다.
결과적으로, 예언에서 언급된 2025년 7월 5일 오전 4시 18분에는 일본 열도를 위협하는 규모의 대재해는 발생하지 않았다. 단, 같은 날 가고시마현 가고시마군 토시마촌에 위치한 악석도에서는 최대 진도 5강의 지진이 관측되었으나, 이에 대해 기상청 지진해일감시과의 에비타 아야키 과장은 기자회견에서 “전혀 우연의 일치일 뿐”이라고 설명하였다.

## 작품
1999년까지의 작품 수는 99편이다.

### 연재
- 《시간 속의 소녀》 (아키타쇼텐 〈월간 프린세스〉 1980년 5월호 – 1980년 7월호 연재)

### 단편
- 고 히로미 이야기 (『월간 프린세스』1975년 7월호) - 데뷔작. 1975년 (쇼와 50년) 6월 6일 출간.
- 두 사람의 나 (『월간 프린세스』1975년 여름방학 대증간호)
- 겨울의 꽃 (『월간 프린세스』1976년 신정 대증간호)
- 더 타카라즈카 먼 불빛 (『별책 비바 프린세스』1976년 4월 25일 SPRING 창간호)
- 애수 (『별책 비바 프린세스』1976년 8월 25일 SUMMER호)
- 산들바람 발라드 (『별책 비바 프린세스』1976년 10월 25일 AUTUMN호)
- 헬로 레이디 (『월간 프린세스』1977년 2월호)
- 프랭클린 카운티의 자랑 (『별책 비바 프린세스』1977년 4월 25일 SPRING호)
- 수중 천국 (산리오 『리리카』 1977년 6월호 No.8)
- 도는 꽃시계 (『월간 프린세스』1977년 7월호)
- 여름밤의 괴기야화 미드나이트 스토리 (『별책 비바 프린세스』1977년 8월 25일 SUMMER호)
- 신데렐라 (『보니타(프린세스 증간호)』1978년 여름 증간호)
- 캄버랜드의 저택 (『별책 비바 프린세스』1978년 8월 25일 SUMMER호)
- 콘서트 (『별책 비바 프린세스』1978년 10월 25일 AUTUMN호)
- 굿 럭 투 유 (『별책 비바 프린세스』1979년 1월 25일 WINTER호)
- 애정 이야기 (산 출판 『JUNE』 1979년 5월호)
- 여름방학이 오기 전에 (『프린세스 GOLD(프린세스 증간호)』 1979년 5월 초여름 증간호)
- 소녀의 꽃 (『별책 비바 프린세스』1979년 8월 25일 SUMMER호)
- 아메리칸 킥오프 (『월간 프린세스』1979년 10월호)
- 시계 이야기 (『별책 비바 프린세스』1979년 10월 25일 AUTUMN호)
- 인형 이야기 돌 스토리 (『월간 프린세스』1979년 12월호)
- 래디컬 조크 (『월간 프린세스』1980년 1월호)
- 별의 동화 (『월간 프린세스』1980년 3월호)
- 크리스탈 갸더 (『별책 비바 프린세스』1980년 4월 25일 SPRING호)
- 시간 속의 소녀 (『월간 프린세스』1980년 5-7월호)
- 눈의 조 왕 (『별책 비바 프린세스』1980년 8월 25일 SUMMER호)
- 도색의 숲 (『월간 프린세스』1980년 9월호)
- 러브러브 랩소디 (『별책 비바 프린세스』1980년 10월 25일 AUTUMN호)
- 보석 이야기 (『별책 비바 프린세스』1981년 1월 25일 WINTER호)
- 레인보우 컬러 (『월간 보니타』1981년 4월호 창간호)
- 세레나 (『별책 비바 프린세스』1981년 4월 25일 SPRING호)
- 그리고 아무도 죽지 않게 되었다 (『프린세스 GOLD』1981년 5월 25일 증간호)
- 봄바람 심포니 (『월간 보니타』1981년 6월호)
- 함정 핏폴 (『월간 프린세스』1981년 8월호)
- 부서진 타임머신 (『별책 비바 프린세스』1981년 8월 25일 SUMMER호)
- 장난친 녀석들 (『월간 보니타』1981년 9월호)
- 로잘리아나의 초상 (『별책 비바 프린세스』1981년 10월 25일 AUTUMN호)
- 윤회전생 (『월간 프린세스』1982년 2월호)
- 단 3분 31초 (『월간 보니타』1982년 3월호)
- 우습게 보지 마! (『월간 프린세스』1982년 4월호)
- 실루엣 (『월간 프린세스』1982년 6월호)
- 스프링 삼바 (『프린세스 GOLD』1982년 7월 25일 증간호)
- 타지마할 묘가 있는 마을 (『프린세스 GOLD』1982년 9월 25일 증간호)
- 무지개의 녹턴 (『별책 비바 프린세스』1982년 10월 25일 AUTUMN호)
- 작은 껍질 속에서 (도쿄 산세샤 『SF 만화 경작 대전집 PART 17』1983년 1월)
- 데뷔 (『별책 비바 프린세스』1983년 1월 25일 WINTER호)
- 연한 하늘색 항공 서간 (『월간 프린세스』1983년 3월호)
- 처음부터 시작까지 (『별책 비바 프린세스』1983년 4월 25일 SPRING호)
- 기억의 열쇠 (신서관 『WINGS (윙스)』1983년 제5호)
- 점점 바보가 되어간다 (『Pino(프린세스 증간호)』 창간호 1983년 6월 25일 프린세스 초여름 증간호)
- 올나이트로 날려버려! (『월간 프린세스』1983년 6월호)
- 아틀랜덤 1 (『별책 비바 프린세스』1983년 8월 25일 SUMMER호)
- 잭과 질 (『프린세스 GOLD』1983년 9월 25일 증간호)
- 로스에서 시스코로 (『별책 비바 프린세스』1983년 10월 25일 AUTUMN호)
- 연한 대나무의 카구야히메 (『별책 비바 프린세스』1984년 1월 25일 WINTER호)
- 아갈타 (슈에이샤 『부케』1984년 5월호) - 슈에이샤 『부케』 첫 출연 작품
- 화 이야기 (슈에이샤 『부케』1984년 8월호) (타츠키 료 명의)
- 시계 환상 이야기 (슈에이샤 『부케』1984년 12월호)
- 블러디 그라스 - 피에 젖은 풀 (슈에이샤 『부케』1985년 12월호)
- ERE Junction (슈에이샤 『부케 디럭스』1986년 4월 증간호)
- 맹세 (슈에이샤 『부케』1987년 10월호) (타츠키 료 명의)
- 그런 바보 같은! (매거진 박스 『월간 판도라』1989년 7월호)
- 우월 이야기 (매거진 박스 『월간 판도라』1989년 8월호)
- 유리창 (코단샤 『BE・LOVE 미스터리 (BE・LOVE 증간호)』1990년 3월호) (타츠키 료 명의)
- 벚꽃 아래 (코단샤 『BE・LOVE 페어』1990년 9월호)
- 기묘한 현실 (코단샤 『월간 소녀 프렌드 서스펜스 & 호러 특집호』1991년 9월 증간호)
- 여동생 살인 (코단샤 『월간 소녀 프렌드 서스펜스 & 호러 특집호』1992년 1월 증간호)
- 지하상가 (코단샤 『월간 소녀 프렌드 서스펜스 & 호러 특집호』1992년 9월 증간호)
- 괴전파 (코단샤 『월간 소녀 프렌드 서스펜스 & 호러 특집호』1993년 1월 증간호)
- 자기장 (스콜라사 『공포체험』1994년 VOL.3)
- 방황하는 영혼들의 이야기 (스콜라사 『공포체험』1994년 VOL.4)
- 어둠 속으로 (스콜라사 『공포체험』1994년 VOL.5)
- 영이 가득 (스콜라사 『공포체험』1994년 VOL.7)
- 꿈의 메시지 (스콜라사 『공포체험』1995년 VOL.9)
- 부유령 (스콜라사 『공포체험』1995년 VOL.12)
- 또 하나의 나 (스콜라사 『공포체험』1995년 VOL.14)
- 명계의 벽 (스콜라사 『공포체험』1995년 VOL.19)
- 괴기야화 (호분샤 『호러패닉』1995년 5호)
- 변소 괴담 (호분샤 『호러패닉』1995년 6호)
- 등산길에서… (호분샤 『호러패닉』1995년 7호)
- 내가 본 미래 (아사히 소노라마 『진짜 있었던 무서운 이야기』1996년 9월호)
- 인연의 끝 (아사히 소노라마 『진짜 있었던 무서운 이야기』1996년 11월호)
- 전해진 메시지의 끝 (아사히 소노라마 『진짜 있었던 무서운 이야기』1997년 3월호)
- 꿈의 흔적 (아사히 소노라마 『진짜 있었던 무서운 이야기』1997년 7월호)
- 하얀 손 (아사히 소노라마 『진짜 있었던 무서운 이야기』1998년 11월호)
- 내가 본 미래 창작 뒷이야기 ‘꿈의 계기와 현실’ (아스카신샤, 2022년 3월, 신작)

## 같이 보기
- 미래
- 예언
- 꿈